# 藤波源信
藤波 源信（ふじなみ げんしん、1959年 - ）は、三重県出身の日本の天台宗の僧侶で、延暦寺一山長寿院住職。戦後12人目の千日回峰行者（北嶺大先達大行満大阿闍梨）。

## 略歴
- 1959年、三重県四日市市に生まれる[1]
- 1976年、鈴鹿市の天台宗寺院で出家、比叡山に上り、酒井雄哉に師事する[1]
- 1984年、初百日行満行
- 2003年9月18日、満行

## 著作

### 単著
- 『もし、生きることに悩んでいるなら：幸せへつながる「縁起」の教え』廣済堂出版、2012年。ISBN 978-4-331-51615-7。

### 共著
- 『いのちの力』帯津良一との共著、経済界、2007年。ISBN 978-4-7667-8409-1。